# Polygala punctata
Polygala punctata är en jungfrulinsväxtart som beskrevs av Alfred William Bennett. Polygala punctata ingår i släktet jungfrulinssläktet, och familjen jungfrulinsväxter. Inga underarter finns listade i Catalogue of Life.